# Парафеевка

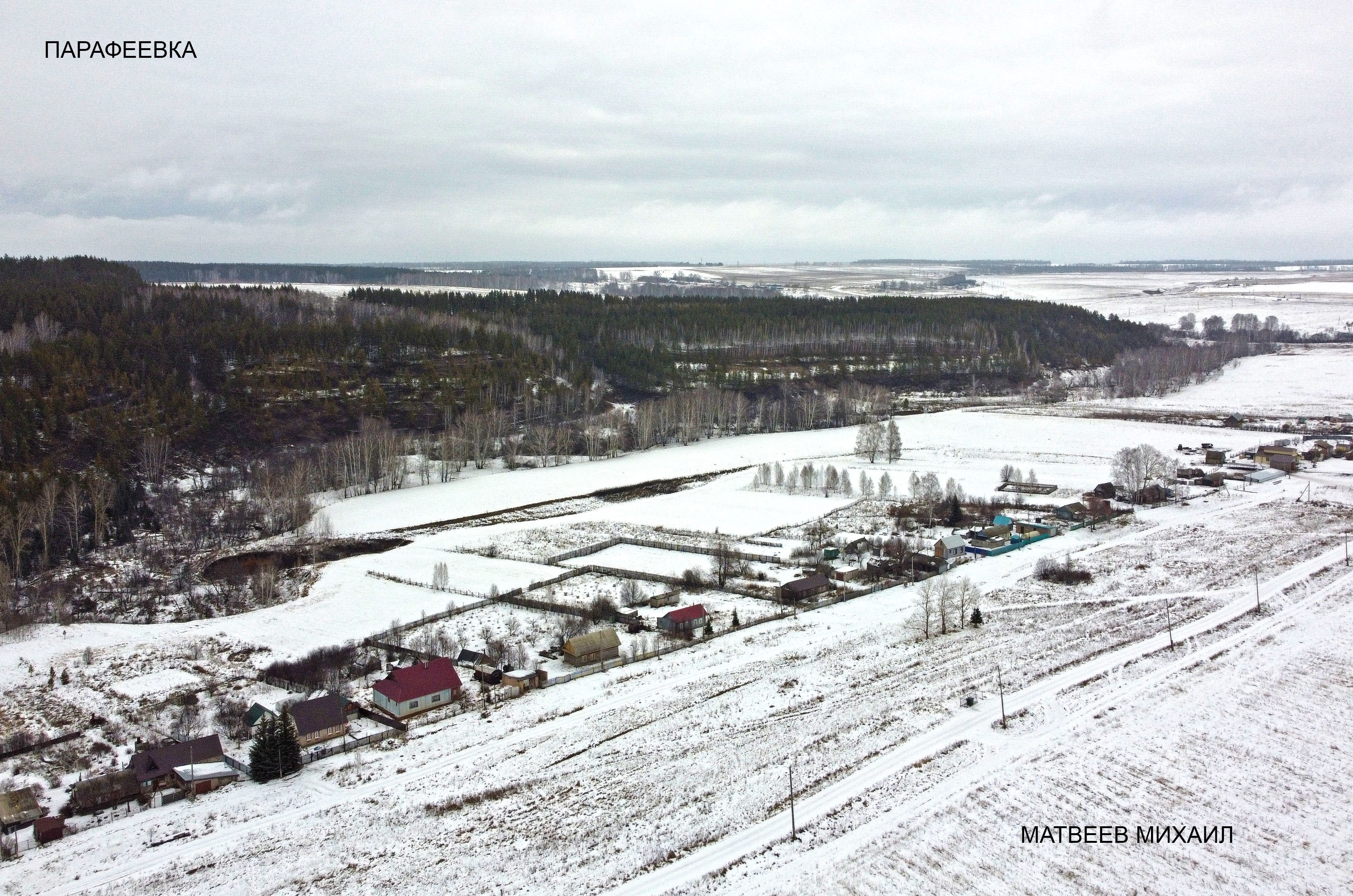
Парафеевка зимой

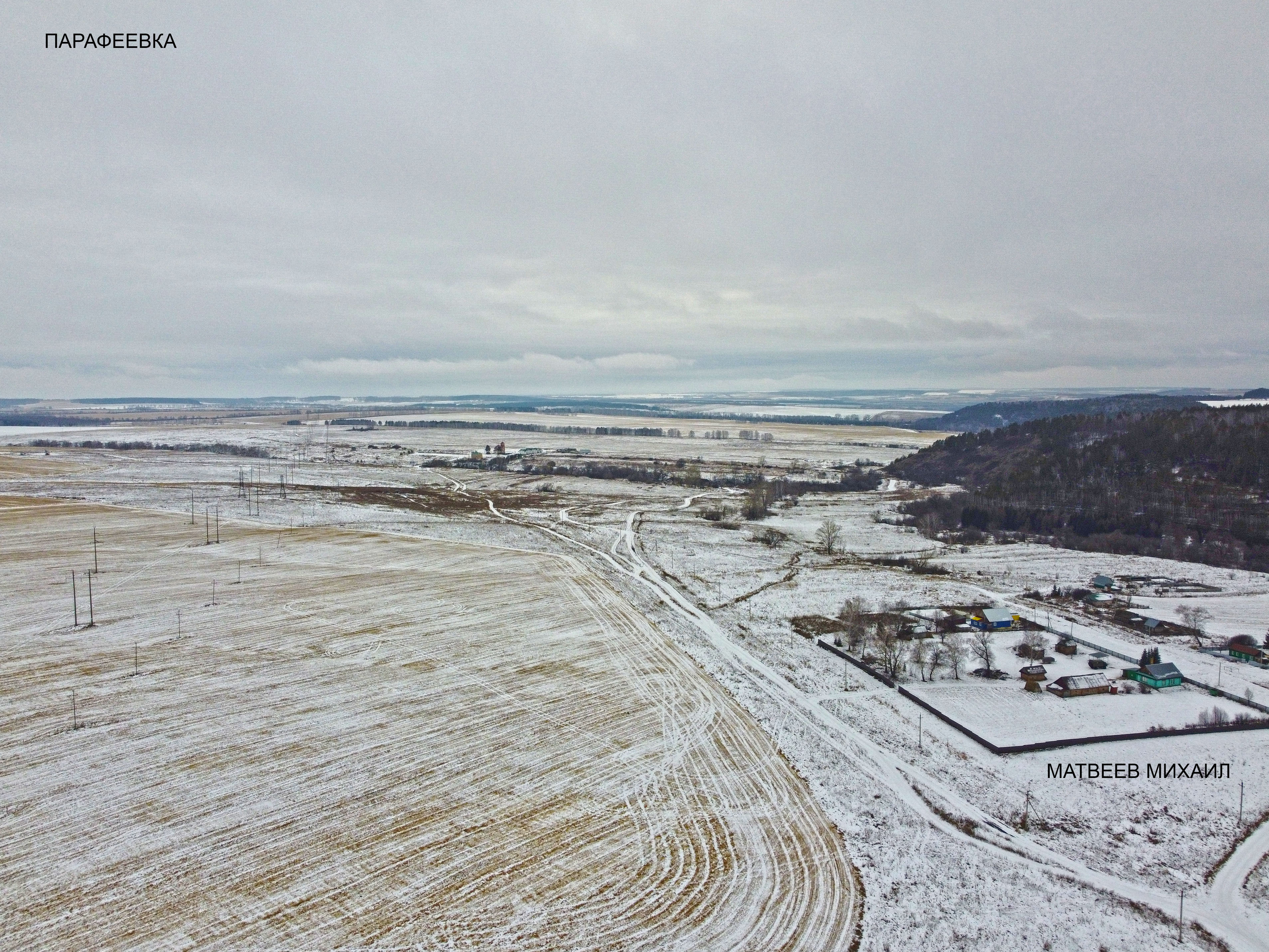
Парафеевка и поля

Парафеевка (баш. Парафеевка) — деревня в Белебеевском районе Башкортостана Российской Федерации. Входит в состав Малиновского сельсовета.
Малая родина Героя Советского Союза И. Л. Сиренко (1910—1965)

## География
Расположен на древнеэрозионном плато и материковых склонах Белебеевской возвышенности в долине реки Ря .

### Географическое положение
Расстояние до:
- районного центра (Белебей): 16 км,
- центра сельсовета (Малиновка): 3 км,
- ближайшей ж/д станции (Аксаково): 7 км.

## Население
| 2002 | 2009 | 2010 |
| ---- | ---- | ---- |
| 25   | ↘24  | ↗40  |

### Национальный состав
Согласно переписи 2002 года, преобладающие национальности — башкиры (32 %), русские (28 %).

## Известные уроженцы
- Сиренко, Иван Лаврентьевич (1910—1965) — советский военный лётчик, подполковник, Герой Советского Союза.

## Инфраструктура
Личное подсобное хозяйство с зоной сельскохозяйственного использования, индивидуальная застройка усадебного типа.

## Достопримечательности, памятные места
Государственный природный комплексный (ландшафтный) заказник Бунинский лес.

## Транспорт
Деревня доступна автотранспортом.